# Commiphora dalzielii
Commiphora dalzielii là một loài thực vật có hoa trong họ Burseraceae. Loài này được Hutch. mô tả khoa học đầu tiên năm 1928.